# Entre mariposas
Entre mariposas es el tercer álbum de estudio y primer inédito de la cantante mexicana Yuridia. Fue lanzado al mercado el 15 de noviembre de 2007 en México, el 5 de diciembre en Estados Unidos y posteriormente en otros países de América Latina. El álbum contiene 12 canciones. El álbum fue el #7 de los discos más vendidos del 2009 siendo este el único disco femenino en la lista al vender más de 150 mil copias.

## Información
En México recibió a tan solo un día de haber salido a la venta el 15 de noviembre de 2007 disco de oro por más de 50.000 unidades. Debutó en el número 1 en la tiendas de discos Mixup, mientras que en Amprofon debutó en el 21.[cita requerida] Dos semanas después recibió disco de platino por más de 100.000 copias vendidas, hasta la fecha el disco solo ha sido certificado con un disco de platino y uno de oro.[cita requerida]
Duró casi 2 años en el Top 100 semanal de los discos más vendidos en México, con un total de 83 semanas en el Top. En Estados Unidos debutó en el número 7 en la lista "Latin Pop Albums", y número 13 en "Top Latín Albums" de Billboard.
En el recuento anual del 2007 el disco se posicionó en el número 27 de los más vendidos de dicho año con solo 7 semanas a la venta; mientras que en la categoría Pop Español se ubicó en el 20.
Mientras que en 2008 logró la posición número 19 general con 59 semanas y número 14 Pop Español. y en 2009 logró la posición 92 con un total de 83 semanas.

## Sencillos
El primer sencillo, Ahora entendí, fue publicado el 8 de octubre de 2007. El videoclip del tema fue grabado en la Ciudad de México, sin ninguna historia de por medio; este solo se centra en la cantante interpretando el tema, el cual sigue una secuencia de diferentes sets, donde podemos apreciar un estilo de fotografía otoñesco y dramático. 
A mediados de febrero de 2008 fue lanzado el segundo sencillo Yo por él. En Monitor Latino fue la canción #7 más tocada del mes de abril y fue la canción pop #6 más tocada de ese mismo mes. Se realizó el videoclip de este tema pero no salió al aire ya que no fue del agrado de Yuridia y de la Disquera Sony Music.
El tercer sencillo y último del disco es En su lugar y fue lanzado a finales de mediados de julio de 2008. Fue el tema principal de la telenovela mexicana de la cadena TV Azteca Secretos del alma (2008-2009).

## Premios y nominaciones
Premios Lo Nuestro 2009
- Disco del año[cita requerida]

Premios Texas 2009
- Álbum del Año[cita requerida]

## Lista de canciones
| N.º | Título               | Escritor(es)                                   | Duración |  |
| 1.  | «En su lugar»        | Javier Calderón, Yuridia Gaxiola, Etore Grenci | 3:46     |  |
| 2.  | «Me pierdo»          | Javier Calderón, María Bernal                  | 3:30     |  |
| 3.  | «Colgada a ti»       | Muñoz, Rafael Esparza Ruiz, Yuridia Gaxiola    | 3:16     |  |
| 4.  | «Ahora entendí»      | Mario Domm, Yuridia Gaxiola                    | 3:46     |  |
| 5.  | «Ganas de volar»     | Javier Calderón, Reyli Barba                   | 3:34     |  |
| 6.  | «Sin ti»             | Maldonado, Ramírez                             | 3:29     |  |
| 7.  | «Enamorada»          | Ilan Chester                                   | 4:32     |  |
| 8.  | «Más de lo que pido» | Javier Calderón, Mario Domm                    | 3:23     |  |
| 9.  | «Yo por él»          | Maldonado, Salvador Rizo                       | 3:34     |  |
| 10. | «Un día más»         | Brant, Noel Schajris                           | 4:38     |  |
| 11. | «Se me va la vida»   | Genaro Gaxiola R.                              | 3:38     |  |
| 12. | «Ya no»              | Javier Calderón, Ramírez                       | 3:31     |  |

## Créditos y personal
| - Voz principal: Yuridia Gaxiola. - Voz secundaria: Javier Calderón, Mario Domm. - Productor: Javier Calderón. - Mezclas: Javier Calderón, Rodolfo Vázquez y Gabriel Castañon. - Ingenieros de sonido: Juan Pantoja (ayudante), Dave Colin (ayudante). - Programador: Javier Calderón. - Directores vocales: Javier Calderón y Manuel Moreno. - Fotografía: Olga Laris. - Productor ejecutivo: Javier Calderón. | - A&R: Charlie García y Paloma Campos (coordinadora). - Diseño de arte: Ivonne Castañeda - Masterización: Vlado Meller - Asistente de grabación: Pavel Spacek - Técnicos de grabación: Martin Roller y Vasek Frkal. - Arreglistas: Rosino Serrano, Javier Calderón y Christhian Petersen. - Instrumentación: Javier Calderón, Mario Domm, Kenny Aronoff, Rafael Alcalá, Carlos Murguía, Enrique Platas, Rodolfo Vázquez, David Hernando y Bratislava Symphony. |

## Posicionamiento en listas

### Semanales
| País           | Lista              | Mejor posición |
| -------------- | ------------------ | -------------- |
| México         | AMPROFON           | 1              |
| Estados Unidos | Top Latin Albums   | 13             |
| Estados Unidos | Latin Pop Albums   | 7              |
| Estados Unidos | Heatseekers Albums | 7              |

## Certificaciones
| País   | Organismo certificador | Certificación | Ref.   |
| ------ | ---------------------- | ------------- | ------ |
| México | AMPROFON               | Platino + Oro | [ 11 ] |